# Don't Stop the Carnival
Don't Stop the Carnival è un album dal vivo del sassofonista jazz statunitense Sonny Rollins, pubblicato nel 1978.

## Tracce
1. Don't Stop the Carnival (Traditional) - 8:46
2. Silver City (Sonny Rollins) - 8:08
3. Autumn Nocturne (Kim Gannon, Josef Myrow) - 6:36
4. Camel (Rollins) - 4:14
5. Introducing the Performers (Rollins) - 1:01
6. Nobody Else But Me (Oscar Hammerstein II, Jerome Kern) - 6:57
7. Non-Cents (Toney) - 9:25
8. A Child's Prayer (Donald Byrd) - 8:05
9. President Hayes (Byrd) - 9:49
10. Sais (James Mtume) - 7:55

## Formazione
- Sonny Rollins – sassofono tenore, sassofono soprano
- Tony Williams – batteria
- Mark Soskin – piano, piano elettrico
- Aurell Ray – chitarra elettrica
- Jerome Harris – basso elettrico
- Donald Byrd – tromba, flicorno soprano (tracce 5-10)